# Albert Heym
Albert Wilhelm Heym (* 1. November 1808 in Lieberose, Niederlausitz; † 9. Dezember 1878 in Potsdam) war ein deutscher Pfarrer. Er war Hofprediger und Seelsorger der

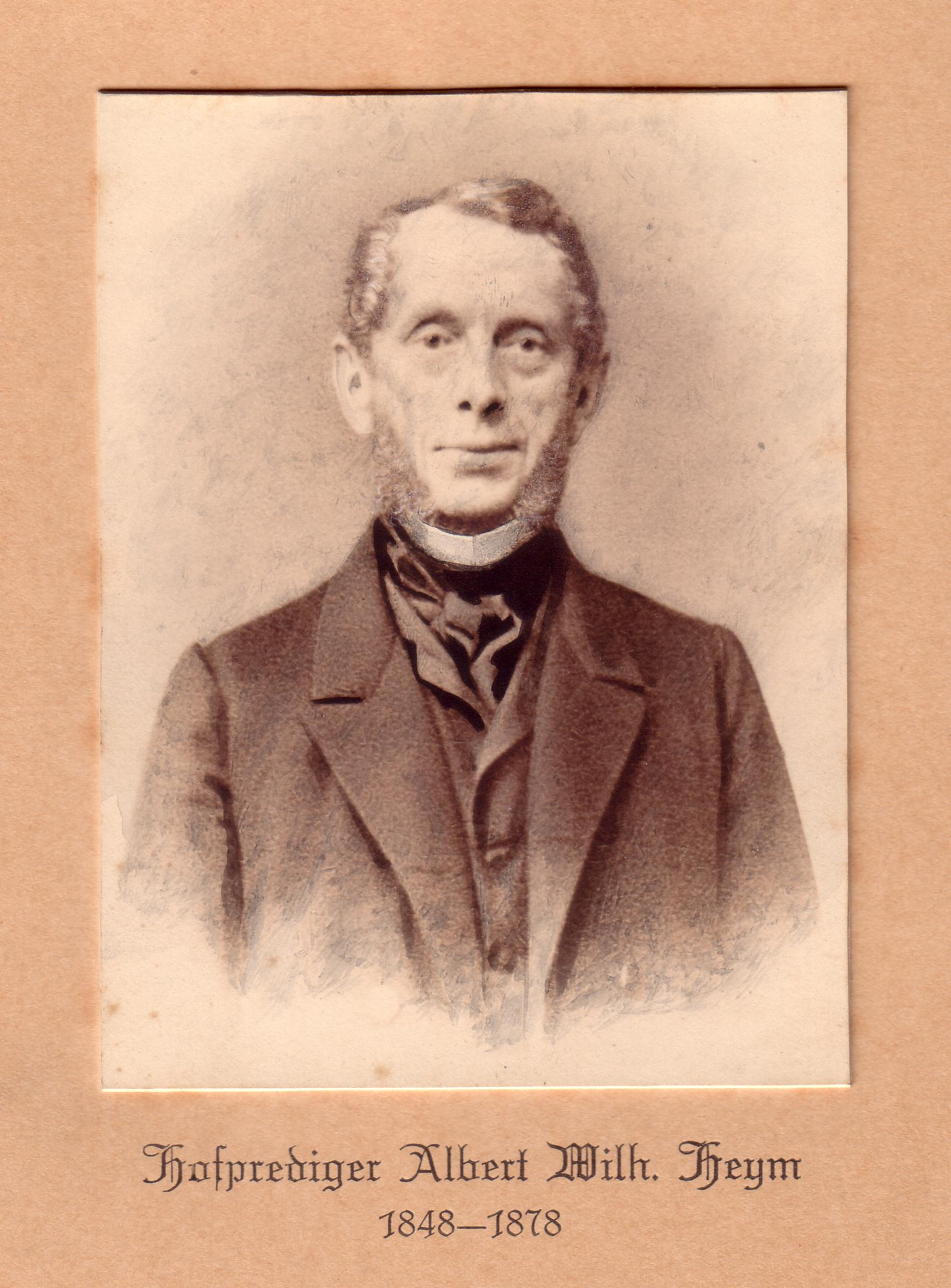
Albert Heym

vier letzten preußischen Könige.

## Leben
Heym war Sohn des Bürgermeisters und Justizrats Michael Friedrich Erdmann Heym. Die Familie Heym zu Suhl und Lieberose brachte eine Reihe von Juristen, Bürgermeistern und Offizieren hervor. Sie gehen auf den 1550 geborenen Johann Heym zurück, der Gerichtsherr und Weinhändler in Suhl war. Albert Heyms Großneffe ist der Dichter Georg Heym.
Heym studierte evangelische Theologie zunächst an der Universität Leipzig, wo er 1828 im Corps Lusatia Leipzig aktiv wurde. Als Inaktiver wechselte er an die Friedrich-Wilhelms-Universität zu Berlin. Er wurde Erzieher des Prinzen Friedrich Karl, des Sohnes von Prinz Carl. 1844 wurde er als erster Pfarrer der Heilandskirche am Port von Sacrow ordiniert. Als Schlosskaplan wohnte er im Obergeschoss von Schloss Sacrow. Über 30 Jahre, von 1848 bis 1878, war er Hofprediger und Erster Pfarrer an der Friedenskirche (Potsdam). Damit war er dem Hofstaat der preußischen Könige und deutschen Kaiser eng verbunden. Er wurde Seelsorger Friedrich Wilhelms IV., Wilhelms I. und des Kronprinzen Friedrich Wilhelm.

### Rolle bei Wilhelm II.
Heym taufte und konfirmierte den nachmaligen Kaiser  Wilhelm II. In seinen Memoiren schrieb Wilhelm II.,  Heym sei „ein schlichter, gerader Charakter, der Liebling der ganzen älteren Generation des Königshauses“ gewesen. Mit „ältere Generation des Königshauses“ spielte Wilhelm auf einen langwierigen Konflikt seiner Eltern an. Diese und sein Erzieher Georg Ernst Hinzpeter hatten den Potsdamer Theologen Conrad Persius (1836–1903) für den  Konfirmandenunterricht des Thronfolgers bestimmt. Persius war jedoch Mitglied des Deutschen Protestantenvereins und galt den Großeltern wie dem preußischen Hof als zu liberal. Auf Veranlassung von Kaiser Wilhelm I. und der Kaiserin Augusta übernahm Heym deshalb die letzten drei Monate des Konfirmandenunterrichts. Heym war dabei für den künftigen Kaiser wichtiger als Persius, den er für geistig unbeweglich hielt. Wilhelms Konfirmation fand im Reich und im Ausland große Anteilnahme. Eduard VII. nahm als Prince of Wales an der Zeremonie teil.

### Nachwirken

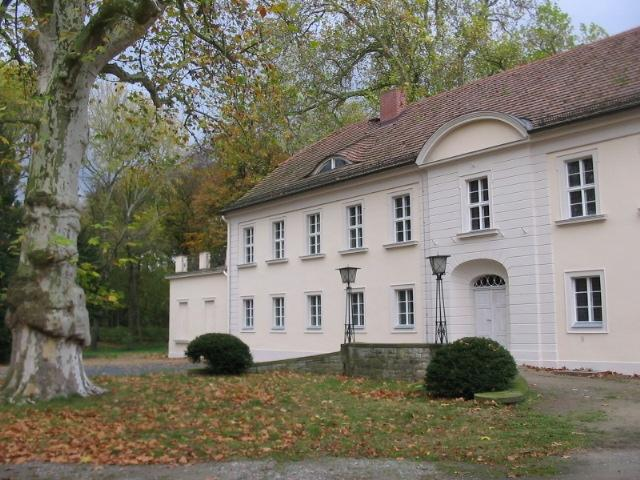
Schloss Sacrow – die Beletage diente Heym als Pfarrhaus

Heyms Grab ist auf dem Bornstedter Friedhof, Teil II. Die Gemeinde gedachte am 2. November 2008 mit einem Gottesdienst seines 200. Geburtstags.

## Archivalien
Im Geheimen Staatsarchiv Preußischer Kulturbesitz sind die folgenden Unterlagen zu Heym erhalten:
- I. HA Rep. 76 Kultusministerium, II Sekt. 39 Lit H Nr. 10 Heym, Predigtamtskandidat, später Hofprediger, 1840–1868
- I. HA Rep. 89 Geheimes Zivilkabinett, jüngere Periode, Nr. 1576 Verleihung des Titels Hofprediger, 1831–1913.
- Brandenburg-Preußisches Hausarchiv (BPH), Rep. 50 König Friedrich Wilhelm IV., J Nr. 586 b Heym, o. D.